# Woodkid

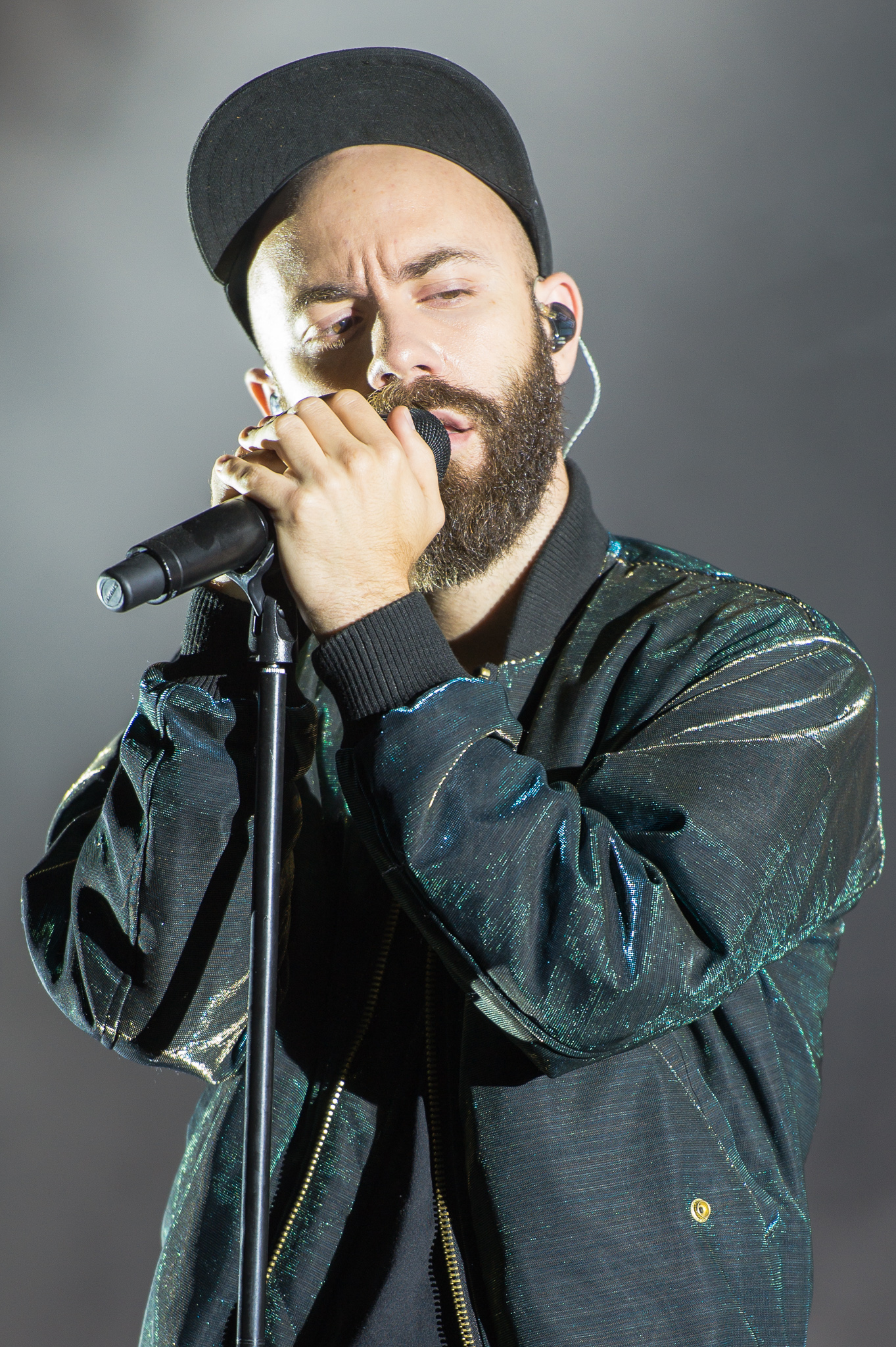
Woodkid live (2014)

Woodkid (* 16. März 1983 in Lyon; bürgerlich Yoann Lemoine) ist ein französischer Musiker und Musikvideo-Regisseur, der bei dem 2007 gegründeten, französischen Plattenlabel Green United Music unter Vertrag steht. Er veröffentlichte bisher zwei Studioalben: The Golden Age (2013) und S 16 (2020). Woodkids Musik lässt sich den Genres Indie und Rock zuordnen.
Als Regisseur drehte er unter anderem die Musikvideos zu den Liedern Faut-il, faut-il pas ? (2009) von Nolwenn Leroy, Teenage Dream (2010) von Katy Perry, Back to December (2010) von Taylor Swift und Born to Die (2011) von Lana Del Rey.
2022 arbeitete Lemoine mit der französischen Singer-Songwriterin Mylène Farmer an ihrem zwölften Album L'Emprise und produzierte mehr als die Hälfte der Songs auf dem Album. Er gestaltete zudem das Artwork.
2024 begann er mit der Komposition der Musik zum PlayStation-Spiel Death Stranding 2: On the Beach, das im Juni 2025 erschien.

## Verwendung seiner Werke
Die Single Iron wurde 2011 für den Trailer von Assassin’s Creed: Revelations verwendet. Der damalige Chefdesigner von Dior Homme Kris van Assche ließ sich Ende 2011 für seine Entwürfe von dem in Schwarz-weiß gehaltenen Iron-Musikvideo inspirieren, benannte die Dior-Kollektion Herbst/Winter 2012–2013 für Herren A Soldier on My Own und wählte Iron als Hintergrundmusik für die Modenschau der Kollektion Ende Januar 2012 in Paris.
Im Theaterstück Das Duell, das am 27. März 2013 an der Volksbühne Berlin Premiere hatte, verwendete der Regisseur Frank Castorf Iron zur Untermalung einer Szene. Der polnische Theaterregisseur Jan Klata ging bereits 2012 in seiner Inszenierung von Die Räuber am Schauspielhaus Bochum noch weiter: Kostüme und Motive der Inszenierung sind deutlich vom Musikvideo von Iron inspiriert. Iron ist auch leitendes Motiv für das musikalische Arrangement – es sind sowohl die Originalversion als auch Techno-Adaptionen zu hören.
2013 wurde Run Boy Run für den ersten Trailer zu Techlands Computerspiel Dying Light sowie von Vodafone in einem Werbespot verwendet. Zudem ist es die Titelmusik der Sat.1-/ProSieben-Show Got to Dance. 2014 bediente sich Ubisoft erneut seiner Musik und verwendete den Titel The Golden Age in einem Trailer zu Assassin’s Creed Unity. 2021 produzierte er für die Netflix-Serie Arcane das Lied Guns for Hire und To Ashes and Blood.

## Diskografie
Studioalben

| Jahr | Titel Musiklabel                    | Höchstplatzierung, Gesamtwochen, AuszeichnungChartplatzierungen (Jahr, Titel, Musiklabel, Platzierungen, Wochen, Auszeichnungen, Anmerkungen) | Höchstplatzierung, Gesamtwochen, AuszeichnungChartplatzierungen (Jahr, Titel, Musiklabel, Platzierungen, Wochen, Auszeichnungen, Anmerkungen) | Höchstplatzierung, Gesamtwochen, AuszeichnungChartplatzierungen (Jahr, Titel, Musiklabel, Platzierungen, Wochen, Auszeichnungen, Anmerkungen) | Höchstplatzierung, Gesamtwochen, AuszeichnungChartplatzierungen (Jahr, Titel, Musiklabel, Platzierungen, Wochen, Auszeichnungen, Anmerkungen) | Höchstplatzierung, Gesamtwochen, AuszeichnungChartplatzierungen (Jahr, Titel, Musiklabel, Platzierungen, Wochen, Auszeichnungen, Anmerkungen) | Höchstplatzierung, Gesamtwochen, AuszeichnungChartplatzierungen (Jahr, Titel, Musiklabel, Platzierungen, Wochen, Auszeichnungen, Anmerkungen) | Anmerkungen                                             |
| Jahr | Titel Musiklabel                    | DE | AT | CH | UK | US | FR | Anmerkungen                                             |
| ---- | ----------------------------------- | --- | --- | --- | --- | --- | --- | ------------------------------------------------------- |
| 2013 | The Golden Age Island Records (UMG) | DE8 Gold · (25 Wo.)DE | AT13 (5 Wo.)AT | CH4 Gold · (36 Wo.)CH | UK38 (2 Wo.)UK | US133 (1 Wo.)US | FR2 Platin · (106 Wo.)FR | Erstveröffentlichung: 15. März 2013 Verkäufe: + 210.000 |
| 2020 | S16 Island Records (UMG)            | DE30 (1 Wo.)DE | AT39 (1 Wo.)AT | CH5 (4 Wo.)CH | — | — | FR13 (11 Wo.)FR | Erstveröffentlichung: 16. Oktober 2020                  |

## Regisseur
Musikvideos:
- 2008: Yelle – Ce Jeu
- 2009: Nolwenn Leroy – Faut-il, faut-il pas?
- 2009: Moby – Mistake
- 2010: Katy Perry – Teenage Dream
- 2011: Taylor Swift – Back to December
- 2011: The Shoes – Wastin Time
- 2011: Lana Del Rey – Born to Die
- 2012: Lana Del Rey – Blue Jeans
- 2012: Drake & Rihanna – Take Care
- 2013: John Legend – Made to Love
- 2014: Black Atlass – Jewels
- 2017: Harry Styles – Sign of the Times
- 2022: FKA Twigs – Killer

## Auszeichnungen
- 2009: Cannes Lions Advertising Festival: ‘Tiji’ – Silber in der Kategorie Best Film
- 2010: Eurobest Advertising Festival: ‘Aides Graffiti’ – Bronze in der Kategorie Best Film
- 2010: Cannes Lions Advertising Festival: ‘Aides Graffiti’ – Bronze (2) in der Kategorie Cyber
- 2010: Cannes Lions Advertising Festival: ‘Aides Graffiti’ – Gold (2) in der Kategorie Best Film Viral
- 2012: UK Music Video Awards: Lana Del Rey – Born to Die – Best Pop – International (sein Video zu Del Reys Lied Blue Jeans war in derselben Kategorie nominiert)

## Belege
1. ↑  Pierre Siankowski: Woodkid, âge tendre et tête de bois. In: lesinrocks.com. 26. September 2012, abgerufen am 12. Januar 2024 (französisch).
2. ↑  http://www.myspace.com/woodkid
3. ↑  Rencontre avec Nolwenn et son Cheshire Cat. ELLE, 4. Dezember 2009, abgerufen am 9. Mai 2015 (französisch).
4. ↑  Taylor Swift: 'Back To December' Video Premiere! 13. Januar 2011, archiviert vom Original am 29. Oktober 2012; abgerufen am 2. November 2012 (englisch).  Info: Der Archivlink wurde automatisch eingesetzt und noch nicht geprüft. Bitte prüfe Original- und Archivlink gemäß Anleitung und entferne dann diesen Hinweis.
5. ↑  WOODKID – General Visionär (Memento vom 8. Mai 2013 im Internet Archive), vangardist.com, 2. November 2012
6. ↑  Woodkid Vertont die Dior Homme Winter Kollektion (Memento vom 23. März 2013 im Internet Archive), modeblock.com, 6. April 2012
7. ↑  Schauspielhaus Bochum: DIE RÄUBER von Schiller, Regie: Klata / Schauspielhaus Bochum (Trailer). In: youtube. Abgerufen am 6. Oktober 2020.
8. ↑  Woodkid. Internet Movie Database, abgerufen am 6. März 2022.

| Personendaten    | Personendaten                                  |
| ---------------- | ---------------------------------------------- |
| NAME             | Woodkid                                        |
| ALTERNATIVNAMEN  | Lemoine, Yoann (wirklicher Name)               |
| KURZBESCHREIBUNG | französischer Musiker und Musikvideo-Regisseur |
| GEBURTSDATUM     | 16. März 1983                                  |
| GEBURTSORT       | Lyon, Frankreich                               |